# Тетері (Гагарінський район)
Тетері (рос. Тетери) — присілок Гагарінського району Смоленської області Росії. Входить до складу Ашковського сільського поселення.